# Jacques Outin
Jacques Outin, 1947--2020, var en fransk författare och översättare med tysk mor. Har översatt från svenska och instiftade 2007 Jacques Outin-priset, som delades ut 2007–2016 till fem svenska översättare av fransk litteratur.

## Böcker (urval)
- Konst till folket (Univ. Lyon, 1968)
- Stig Dagerman, journaliste (Univ. Paris-Sorbonne, 1970)
- Franska för nybörjare (tillsammans med Noel Parrot, KV:s förlag, 1975)
- Le surréalisme suédois des années 40 (Univ. Paris-Sorbonne, 1977)

## Översättningar från svenska
- Jacques Werup: Une brèche dans l'Antarctique (Castor Astral, 1985)
- Poésie suédoise contemporaine (Castor Astral, 1986)
- Tomas Tranströmer: Baltiques et autres poèmes: anthologie (1966-1989) (Castor Astral, 1989)
- Gunnar Harding: La fabuleuse existence de Guillaume Apollinaire (Guillaume Apollinaires fantastiska liv) (Climats, 1990)
- Jacques Werup: Mort d'un pornographe (Pornografens död) (Climats, 1992)
- Lars Gustafsson: L'après-midi d'un carreleur (En kakelsättares eftermiddag) (Presses de la Renaissance, 1992)
- Lars Gustafsson: L'étrange animal du nord et autres récits de science-fiction (Det sällsamma djuret från norr och andra science fiction-berättelser) (Marel Sell, 1995)
- Ernst Brunner: Edith (Edith) (Belfond, 1995)
- Tomas Tranströmer: Œuvres complètes: poèmes 1954-1996 (Castor Astral, 1996)
- Tomas Tranströmer: La grande énigme: 45 haïkus (Den stora gåtan) (Castor Astral, 2004)
- Tomas Tranströmer: Les souvenirs m'observent (Minnena ser mig) (Castor Astral, 2004)
- Tomas Tranströmer: Baltiques: œuvres complètes 1954-2004 (Gallimard, 2004)
- Épars: traductions poétiques de l'allemand, du norvégien, du suédois et du vietnamien (J. Outin, 2004)
- Sju: poésies suédoise et norvégienne (ill. Birgit Alm-Pons, Tellerant, 2008)
- 13 poètes du Nord (ill. Turi Arntsen, Editions Caractères, 2011)